# GO-BANG'Sの今夜はOK!
GO-BANG'Sの今夜はOK!（ゴーバンズのこんやはオーケー）は、1990年4月2日から1991年2月28日までニッポン放送で放送されていたラジオ番組。パーソナリティはGO-BANG'S（森若香織、谷島美砂、斉藤光子）。

## 放送時間
- 毎週月曜日 - 木曜日 24:30 - 24:40
  - ネット局は無し。

## 概要
当時三人組だったGO-BANG'Sのメンバー（森若、谷島、斉藤）が全員そろってパーソナリティを務めていた番組で、三人そろってラジオにレギュラー出演するのはこれが初めてだった。森若はこの番組が始まる直前の1990年3月27日までメインパーソナリティを務めていた『森若香織のオールナイトニッポン』に続くレギュラー出演となった（他のメンバーも森若のオールナイトニッポンに時々ゲスト出演していたことがあった）。
番組タイトルは、GO-BANG'Sの曲『OK!』（アルバム『SPECIAL“I LOVE YOU”』収録）に因む。『森若香織のオールナイトニッポン』にも『OK!』のコーナーがあり、これを本番組のタイトルに継承した形である。
番組の内容は各曜日日替わりで、それぞれの日に異なる企画・コーナーが設けられていた。
この番組は一貫して当時の夜ワイド番組『内海ゆたおの夜はドッカーン!』（夜ドカ）のフロート番組として放送されていた。夜ドカの終了とともに本番組も終了した。

## 主なコーナー
イレトDEデート（火曜）
- 男性リスナーと女性リスナーをトイレでお見合いさせるという、『パンチDEデート』のパロディ的企画[2]。女性と男性のリスナーが一人ずつニッポン放送内の個室トイレに入って待機、GO-BANG'Sの三人と番組スタッフが入ってスタート。タイトルコールのパターンは（森若）「一枚板の向こう側！」、（斉藤）「見知らぬあなたと」、（谷島）「見知らぬあなたの」、（森若）「デートを取り持つ」、（全員）「イレトDEデート！」　三人からリスナー二人に質問がされた後、告白タイムに入っていた[3]。

水曜のEじゃん
- はがきネタコーナー[2]。

かっこイイダーリン
- GO-BANG'Sの同名のシングル曲（1988年10月21日発売）に因んだコーナー。リスナーからの、自分のボーイフレンド、ガールフレンドの自慢話を紹介していた[4]。

ザッツ・エンターテイメント・ショー
- 他